# Рубин, Джейсон
Джейсон Рубин (англ. Jason Rubin; 6 января 1970 года, Вашингтон, округ Колумбия, США) — американский креативный директор, сценарист и создатель комиксов. Наибольшую известность ему принесли серии игр Crash Bandicoot и Jak and Daxter, созданные в студии Naughty Dog, которую он соосновал в 1986 году вместе со своим другом детства Энди Гэвином. Рубин руководил компанией THQ на посту президента до её банкротства и закрытия 23 января 2013 года. Сейчас он занимает должность вице-президента по Metaverse-контенту в Meta Platforms.

## Карьера
В 1985 году Гэвин и Рубин создали свою первую видеоигру под названием Math Jam. Через четыре года, в 1989, они продали игру Keef the Thief компании Electronic Arts.
Пока Гэвин учился в Хаверфордском колледже, а Рубин – в Мичиганском университете, они работали вместе над следующим проектом — ролевой игрой под названием Rings of Power. Игра сначала была задумана как проект для персональных компьютеров, однако после того как на одной из встреч с Electronic Arts Гэвин увидел приставку Sega Genesis, над которой проводилась обратная разработка, он предложил Трипу Хокинсу немного изменённый вариант проекта, который впоследствии стал их первой консольной игрой.
В начале 1990-х их файтинг Way of the Warrior привёл к заключению договора с компанией Universal Interactive Studios на несколько игр. В рамках этого сотрудничества они создали серию игр Crash Bandicoot, а позже и серию Jak and Daxter. К концу 2000 года Рубин и Гэвин продали компанию Naughty Dog корпорации Sony Computer Entertainment America. За это время было выпущено 14 игр от Naughty Dog, которые в сумме продались тиражом свыше 35 миллионов экземпляров и принесли доход в размере более 1 миллиарда долларов.
Всего через несколько дней после того как Рубин выступил на саммите D.I.C.E. 2004 года, где выразил критику в адрес издателей за их неспособность выделять и продвигать таланты, ответственные за создание игр, он официально объявил об уходе из Naughty Dog.
29 мая 2012 года Рубин принял предложение стать президентом испытывающего не лучшие времена видеоигрового издателя THQ, приняв на себя обязанности по управлению всеми мировыми разработками, маркетингом и издательскими операциями THQ. На момент его вступления в компанию, THQ уже уволила сотни своих сотрудников, а стоимость акций упала на более чем 99 % от максимальной отметки.
Согласно Game Industry International, «назначение Джейсона Рубина на роль главы компании было, несомненно, хорошим ходом — основатель Naughty Dog обладает впечатляющим послужным списком и справедливо пользуется уважением в индустрии —, но к моменту его прихода акции THQ уже обвалились, а массовые увольнения были в разгаре. Компания была смертельно ранена; неспособность Рубина оживить своего неизлечимо больного пациента никоим образом не должна отражаться на оценке его собственных талантов и способностей».
С целью сохранения команд и продуктов, руководство провело реструктуризацию компании. В рамках этого процесса, THQ подала заявление о банкротстве по главе 11 с намерением продать свои активы на аукционе. Вскоре после этого руководство THQ объявило о предварительном предложении от Clear Lake Capital на сумму 60 миллионов долларов. Процессом продажи THQ руководил Скип Пол из Centerview Partners, бывший коллега Джейсона Рубина.
В декабре 2012 года THQ сотрудничала с командой Humble Bundle от Wolfire Games, создав сборник Humble THQ Bundle и собрав на его продажах более 5 миллионов долларов, значительная часть которых пошла на благотворительность. Джейсон Рубин лично пожертвовал более 10 000 долларов в рамках этого мероприятия.
На выставке E3 в 2014 году было объявлено, что Рубин присоединился к компании Oculus VR, возглавив инициативу по созданию контента от Oculus в Сиэтле, Сан-Франциско, Менло-Парке, Далласе и Ирвайне. После того как Facebook, родительская компания Oculus, в 2021 году преобразовалась в Meta, Рубин был назначен вице-президентом по Metaverse-контенту, возглавив производственные команды по виртуальной реальности, а также внутренние студии, издательские подразделения и команды разработчиков.

## Другие проекты
Рубин также создал две серии комиксов. Серия «The Iron Saint», первоначально носившая название «Iron and the Maiden», была опубликована издательством Aspen Comics и включала иллюстрации, созданные такими художниками, как Джо Мадурейра, Джефф Мацуда, Фрэнсис Манапул и Джоэль Гомес. Серия «Mysterious Ways» была издана издательством TopCow Comics и содержит иллюстрации от Тайлера Киркхэма.
Также вскоре после ухода из Naughty Dog в 2004 году Гэвин и Рубин вместе с бывшим исполнительным директором HBO, Джейсоном Р. Кеем, основали новый интернет-стартап под названием Flektor. В мае 2007 года компания была продана Fox Interactive Media, подразделению News Corp. В корпорации Fox компания описывалась как «веб-сайт нового поколения, который предоставляет пользователям набор веб-инструментов для преобразования их фотографий и видео в динамические слайд-шоу, открытки, интерактивные презентации в реальном времени и видео-мэшапы». В октябре 2007 года Flektor стал партнером дочерней компании MySpace и MTV, чтобы обеспечить мгновенную обратную связь с аудиторией посредством опросов, для интерактивной серии президентских диалогов MySpace / MTV с сенатором и кандидатом в президенты Бараком Обамой.

## Игры
| Название                               | Релиз | Платформа                                          | Роль                       |
| -------------------------------------- | ----- | -------------------------------------------------- | -------------------------- |
| Math Jam                               | 1985  | Apple II                                           | Ведущий программист        |
| Ski Crazed                             | 1986  | Apple II                                           | Ведущий программист        |
| Dream Zone                             | 1987  | Commodore Amiga, Apple II                          | Ведущий художник           |
| Keef the Thief                         | 1989  | Commodore Amiga, Apple II, Sega Mega Drive/Genesis | Директор                   |
| Rings of Power                         | 1991  | Sega Mega Drive/Genesis                            | Режиссёр/дизайнер          |
| Way of the Warrior                     | 1994  | 3DO                                                | Продюсер/режиссёр/дизайнер |
| Crash Bandicoot                        | 1996  | PlayStation                                        | Режиссёр                   |
| Crash Bandicoot 2: Cortex Strikes Back | 1997  | PlayStation                                        | Режиссёр                   |
| Crash Bandicoot 3: Warped              | 1998  | PlayStation                                        | Режиссёр                   |
| Crash Team Racing                      | 1999  | PlayStation                                        | Режиссёр                   |
| Jak and Daxter: The Precursor Legacy   | 2001  | PlayStation 2                                      | Режиссер, сценарист        |
| Jak II                                 | 2003  | PlayStation 2                                      | Режиссер, сценарист        |
| Jak 3                                  | 2004  | PlayStation 2                                      | Режиссер, сценарист        |